# Епархия Арасатубы
Епархия Арасатубы (лат. Dioecesis Arassatubensis) — епархия Римско-Католической церкви с центром в городе Арасатуба, Бразилия. Епархия Арасатубы входит в митрополию Ботукату. Кафедральным собором епархии Арасатубы является церковь Пресвятой Девы Марии.  

## История
23 марта 1994 года Римский папа Иоанн Павел II издал буллу «Progrediens usque», которой учредил епархию Арасатубы, выделив её из епархии Линса.

## Ординарии епархии
- епископ José Carlos Castanho de Almeida (1994–2003)
- епископ Sérgio Krzywy (2004 — по настоящее время)

## Источник
- Annuario Pontificio, Ватикан, 2007
- Булла Progrediens usque (лат.)